# Gilmore, Maryland
Gilmore är en ort i Allegany County i delstaten Maryland, USA.